# Yann Guichard
Pour les articles homonymes, voir Guichard.
Yann Guichard, né le 23 mai 1974 à Paris, est un investisseur, skipper et sportif français.

## Biographie
Yann Guichard a découvert la navigation à l’île aux Moines, en Bretagne. Il a commencé la course au large et la course côtière en multicoque dès sa jeunesse. Yann Guichard a effectué 20 traversées de l'Atlantique, bouclé un tour du monde et établi des records tout au long de sa carrière.
Yann Guichard a intégré et suivi le parcours du haut niveau de la voile olympique avant de s'illustrer à plusieurs reprises en terminant deux fois second de la Transat Jacques-Vabre (2005 et 2007). En 2000, il termine quatrième en Tornado aux Jeux olympiques de Sydney avec Pierre Pennec. Il a également établi plusieurs records de navigation, remporté le Bol d’or Mirabaud en 2010 et la Genève-Rolle-Genève (M2) à deux reprises, 2009 et 2010 (M2), et conclu le championnat des Extreme Sailing Series à la seconde place en 2010 sur Groupe Edmond de Rothschild.
En 2011, il est devenu barreur de l'Extreme 40 Alinghi et il s'est engagé aux côtés d'Energy Team pour participer à la Coupe de l'America 2013. Il a créé la société Spindrift racing avec Léo Lucet, basée à Saint-Philibert dans la baie de Quiberon, qui a acquis le cinquième MOD70, qui a été lancé en janvier 2012 et a rejoint son port d’attache de La Trinité-sur-Mer.
Il barre l'AC45 d'Energy Team à San Diego puis à Naples. À Venise, il tient le rôle d'entraîneur.

## Affaires
Yann Guichard est président, cofondateur et skipper de l'équipe de voile professionnelle multicoque Sails of Change, basée en France.
Yann Guichard est l'administrateur délégué de Ledunfly SA. Il est le propriétaire et président du négociant bordelais The Wine Merchant, acquis en 2017 avec Dona Bertarelli et Yann Borgstedt.

## Team Alinghi
Yann Guichard occupe en 2011 le rôle de barreur sur le circuit des Extreme Sailing Series (X40).

## Team Ladycat
En 2011, Yann Guichard rejoint le team Ladycat pour participer à Genève-Rolle-Genève et au Bol d'or Mirabaud sur le lac Léman (D35). Il revient sur le circuit en 2012, toujours sur Ladycat en tant que tacticien.

## Palmarès

### Sur leMaxi Spindrift 2
- 2014
  - 2e de la Route du Rhum destination Guadeloupe

- 2013 :
  - 1er de la Rolex Fastnet Race[7]
  - Record en équipage sur la Route de la découverte entre Cadix et San Salvador (Traversée de l'Atlantique dans le sens Est-Ouest), en 6 j 14 h 29 min 21 s[8].

### Sur le MOD70Sprindrift racing
- 2013 :
  - 1er du Tour de Belle-Île
  - 3e de la Route des Princes

- 2012 :
  - Vainqueur du Multi One Championship 2012
  - 1er de la Krys Ocean Race, course transatlantique entre New York et Brest.
  - 2e de l'European Tour
  - 2e de l'Ingérop ArMen Race en 14 heures, 20 minutes et 56 secondes[9]
  - 3e du Tour de Belle-Île en 4 heures et 51 minutes[10]

### Tornado
- 2008 :
  - 2e du championnat d'Europe de Tornado avec Alexandre Guyader[11]
  - 3e du championnat du monde de Tornado avec Alexandre Guyader[11]

- 2007 :
  - 3e de la semaine olympique française en Tornado[11]
  - 9e du championnat du monde ISAF de Tornado[11]

- 2006 :
  - 3e de l'Holland Regatta en Tornado[11]
  - 5e du championnat du monde de Tornado[11]

- 2005 : 
  - 5e du championnat du monde de Tornado[11]

- 2004 : 
  - 4e du championnat d'Europe de Tornado[11]

- 2002 : 
  - 8e du championnat d'Europe de Tornado avec Christophe Espagnon[11]

- 2000 : 
  - 4e aux Jeux olympiques de Sydney avec Pierre Pennec[11]

- 1998 : 
  - 1er du classement mondial ISAF de Tornado

### Transat Jacques-Vabre
- 2007 :
  - 2e sur le trimaran ORMA Gitana 11, avec Lionel Lemonchois

- 2005 : 
  - 2e sur le trimaran ORMA Gitana 11, avec Frédéric Le Peutrec

- 2003 : 
  - 5e sur le trimaran ORMA Biscuits La Trinitaine, avec Marc Guillemot

- 2001 :
  - Abandon pour cause de fissures sur le pont de coque centrale du trimaran ORMA Biscuiterie La Trinitaine, avec Marc Guillemot

### Décision 35
- 2012 :
  - 2e de l'Open de Versoix sur Ladycat
  - 2e de Genève-Rolle-Genève sur Ladycat
  - 4e du Grand prix les Ambassadeurs[12] (tacticien sur  Ladycat)

- 2011 :
  - 3e du Vulcain Trophy - Grand prix de Beaulieu-sur-Mer sur Ladycat
  - 4e du Bol d'or Mirabaud sur Ladycat

### Autres
- 2012 :
  - America's Cup World Series (sur l'AC 45 Energy Team)
    - 4e : Naples - Course en flotte
    - 5e : Naples Match Racing Championship

- 2011 :
  - 1er du Grand Prix E-GESTION de Grandson (sur le Ventilo M2 Safram)
  - 2e du Bol d'or Henri-Lloyd E-GESTION (sur le Ventilo M2 Safram)
  - America's Cup World Series (sur l'AC 45 Energy Team)
    - 3e : San Diego - Course en flotte
    - 2e : San Diego Match Racing Championship
    - 4e du Trophée Port Cities Challenge - San Diego
    - 8e : Cascais - Course en flotte

  - Extreme Sailing Series - (sur l'Extreme 40 Alinghi)
    - 1er du Grand prix d'Almeria
    - 3e du Grand prix de Cowes
    - 3e du Grand prix de Nice
    - 4e du Grand prix de Boston

- 2010 :
  - 4e de la Route du Rhum en catégorie « ultimes » (sur le trimaran de 77 pieds Gitana 11)[13]
  - 2e des Extreme Sailing Series sur Gitana Extrême - Groupe Edmond de Rothschild
    - 1er du Grand prix de Sète
    - 1er du Grand prix de Kiel
    - 2e du Grand prix d'Almeria
    - 3e du Grand prix de Cowes
    - 4e du Grand prix de Trapani

  - Record SNSM (sur le trimaran de 77 pieds Gitana 11 en 19 heures 39 minutes et 58 secondes, record battu en juin 2011 par Banque Populaire V)[14]
  - 2e de Happy bay sur Gitana 11
  - 1er du Bol d'or Mirabaud (sur le Ventilo M2 Safram)
  - 1er du Grand Prix de Genève (sur le Ventilo M2 Safram)

- 2009 :
  - 2e de l'iShares Cup (sur l'Extreme 40 Gitana Extrême - Groupe Edmond de Rothschild)
    - 1er du Grand prix d'Amsterdam
    - 1er du Grand prix de Venise
    - 2e du Grand prix de Cowes
    - 2e du Grand prix d'Almeria
    - 4e du Grand prix de Kiel
    - 4e du Grand prix d'Hyères

  - 1er de Genève-Rolle-Genève (sur le Ventilo M2 Safram)
  - 2e du Grand prix de Saint-Prex (sur le Ventilo M2 Safram)

- 2007 :
  - Record de la traversée de l'Atlantique Nord (New-York-Cap Lizard) à bord de Groupama 3 : 4 jours 3 heures 57 minutes 54 secondes à une vitesse moyenne de 28,65 nœuds.
  - Record des 24 heures à bord de Groupama 3 : 794 milles à une vitesse moyenne de 33,08 nœuds.

- 2006 :
  - 3e de la Multi Cup Café Ambassador (sur le trimaran ORMA Gitana 11)
  - Record de la traversée de l'Atlantique Nord (New-York-Cap Lizard) à bord de Orange II : 4 jours 8 heures 23 minutes 54 secondes à une vitesse moyenne de 28,02 nœuds

- 2005 :
  - 2e du championnat du monde ORMA (sur le trimaran ORMA Gitana 11)

- 2004 :
  - Championnat ORMA (équipier sur le trimaran ORMA Gitana 11) :
    - 1er du Grand prix de Corse
    - 3e du Grand prix du Port de Fécamp
    - 3e du Grand prix de Marseille Métropole
    - 5e du Grand prix de la Trinité-sur-Mer

- 2003 :
  - Championnat ORMA (équipier de Marc Guillemot sur le 60 pieds ORMA Biscuits La Trinitaine)
    - 6e du Grand prix de Lorient
    - 4e du Grand prix de Fécamp

- 2002 :
  - Championnat ORMA (équipier de Marc Guillemot sur le 60 pieds ORMA Biscuits La Trinitaine)
    - 3e du Grand prix de Lorient
    - 4e du Grand prix de Fécamp

- 1994 :
  - 2e du championnat du monde jeune de 420 avec Pierre Pennec

### Route du Rhum
- 2014 : 2 novembre, départ pour la Route du Rhum sur le Spindrift 2.

Il franchit la ligne d'arrivée lundi 10 novembre à 14 h 18, heure de Guadeloupe. Il finit ainsi second de cette 10e Route du Rhum. Il a mis 8 j 5 h 18 min 46 s.

## Accident
Le 16 juin 2015, le trimaran Spindrift 2, barré par Yann Guichard, percute un bateau semi-rigide qui assurait la sécurité du départ de la course Volvo Ocean Race. Une passagère du bateau heurté est projetée à la mer, est sauvée par sa fille, et doit être amputée de la jambe gauche. Le procès du 27 juin 2016 condamne Yann Guichard à six mois de prison avec sursis et à 25 000 € d’amende pour « blessures involontaires avec incapacité supérieure à trois mois aggravée par violation manifestement délibérée d’une obligation de sécurité et de prudence et mise en danger de la vie d’autrui »